# قرار مجلس الأمن التابع للأمم المتحدة رقم 888
قرار مجلس الأمن التابع للأمم المتحدة رقم 888، المتخذ بالإجماع في 30 تشرين الثاني / نوفمبر 1993، بعد الإشارة إلى القرارات 637 (1989)، 693 (1991)، 714 (1991)، 729 (1992)، 784 (1992)، 791 (1992) و832 (1993)، أعرب المجلس عن قلقه إزاء جوانب الحالة في السلفادور ومدد ولاية بعثة مراقبي الأمم المتحدة في السلفادور حتى 31 مايو 1994.
وكان الأمين العام بطرس بطرس غالي قد أفاد بأن عملية السلام في السلفادور قد تقدمت، وهو إعلان رحب به المجلس. ومع ذلك، أُعرب عن القلق إزاء التأخير في المسائل المتعلقة بنقل ملكية الأراضي، وإعادة إدماج المقاتلين السابقين، ونشر شرطة جديدة، وتوصيات لجنة الحقيقة. كما كان هناك قلق من أعمال العنف الأخيرة وانعكاساتها على عملية السلام وانتخابات مارس 1994، والتي قد تؤثر سلباً على عملية السلام إذا تركت دون رادع.
ورُحب بالتحقيقات التي أجراها الأمين العام وحكومة السلفادور في الجماعات المسلحة غير الشرعية وارتباطها المحتمل بالعنف. في الوقت نفسه، أعرب مجلس الأمن عن قلقه إزاء عمليات القتل ذات الدوافع السياسية لأعضاء الأحزاب، بما في ذلك جبهة فارابوندو مارتي للتحرير الوطني والتحالف الجمهوري القومي. بالنسبة للمجلس، كانت السلفادور في مرحلة حرجة وأشار إلى أن الانتخابات ينبغي أن تجري في جو حر ونزيه وسلمي. وفي هذا الصدد، تم الترحيب ببيانات مرشحي الرئاسة حول السلام والاستقرار.
وأدان مجلس الأمن أعمال العنف الأخيرة في البلاد والتنفيذ الجزئي لأعمال هامة من اتفاق السلام، ودعا حكومة السلفادور وجبهة فارابوندو مارتي للتحرير الوطني إلى بذل جهود لمنع العنف السياسي والوفاء بالتزاماتهما بموجب اتفاقات السلام. وأعيد تأكيد دعم الأمين العام، بالتعاون مع حكومة السلفادور فيما يتعلق بفتح تحقيق في الجماعات المسلحة غير الشرعية في السلفادور. كما تم حث جميع الأطراف على التعاون مع الممثل الخاص للأمين العام وبعثة مراقبي الأمم المتحدة في السلفادور في تنفيذ اتفاقات السلام.
وتم التشديد على الحاجة إلى استعادة الأسلحة من الأفراد المعارضين لاتفاقات السلام، بينما تم حث المسائل المتبقية المتعلقة بتنفيذ برنامج نقل ملكية الأراضي وبرامج إعادة إدماج المحاربين السابقين من كلا الجانبين. وبعد تمديد ولاية بعثة مراقبي الأمم المتحدة في السلفادور حتى 31 أيار / مايو 1994، اختتم المجلس بطلبه من الأمين العام تقديم تقرير عن التطورات في السلفادور وعمليات البعثة حتى يمكن استعراض حجمها وولايتها للفترة التي تلي انتهاء ولايتها الحالية.

## روابط خارجية
- نص القرار في undocs.org